# Файн Йънг Канибалс
„Файн Йънг Канибалс“ е британска музикална група, създадена в средата на 80-те години на 20 век.
Fine Young Cannibals основават музикалната група през 1984 г., а на следващата излизат със сингъла Johnny Come Home (Джони ела си у дома), който веднага става хит в класациите. Групата има свой разпознаваем специфичен музикален стил. През 1989 г. излиза албума им The Raw and the Cooked (Сурово и варено), който бележи голям успех сред аудиторията и на музикалния пазар.
Fine Young Cannibals са сред малкото групи, които отказват апетитни предложения на продуценти и не се увличат по комерсиалното, въпреки името си, с което свое оригинално решение впечатляват не само британския пазар.

## Дискография

### Албуми
- 11/1985: Fine Young Cannibals
- 02/1989: The Raw and the Cooked

### Ремикси / Компилации
- 12/1990: The Raw and the Remix (Remix von The Raw and the Cooked)
- 11/1996: The Finest
- 2006: The Platinum Collection
- 2009: She Drives Me Crazy – The Best of Fine Young Cannibals

### Сингли
- 05/1985: Johnny Come Home
- 10/1985: Blue
- 12/1985: Suspicious Mind
- 03/1986: Funny how love is
- 03/1987: Ever Fallen In Love
- 01/1989: She Drives Me Crazy
- 04/1989: Good Thing
- 08/1989: Don't Look Back
- 11/1989: I'm Not The Man I Used To Be
- 02/1990: I'm Not Satisfied
- 05/1990: It's Ok (It's Alright)
- 11/1996: Flame
- 01/1997: She Drives Me Crazy (Remix)